# Marie Gutheil-Schoder
Marie Gutheil-Schoder (16 de fevereiro de 1874, Weimar - 4 de outubro de 1935, Ilmenau, Turíngia) foi uma das mais importantes sopranos alemãs da sua época.
Estreia em 1891 como segunda dama em Die Zauberflöte, em Weimar. Gustav Mahler contratou-a para a Ópera de Viena em 1900, onde fez parte do elenco até 1926.
Cantou em Covent Garden, como Octavian em Der Rosenkavalier, em 1913. Reconheceu-lha como atriz e em Carmen, Mignon, Nedda, Eva, Pamina, Mignon, Mimi, Oktavian, Elektra, Salomé, Martha, Cherubin e Donna Elvira.
Estreou o monodrama de Arnold Schönberg Erwartung, em 1924, em Praga.
Ao retirar-se dedicou-se à direcção scénica e como professora de canto no Mozarteum de Salzburgo, teve vários discípulos famosos, entre eles Rise Stevens.
Casou-se em Gustav Gutheil, Kapellmeister do teatro de Weimar.
Em 1920, voltou a casar com o fotógrafo Franz Setzer.
Em 1961 baptizou-se em sua honra Gutheil-Schoder-Gasse uma rua de Viena.